# Campeonato de Australasia 1909
Lista de los campeones del Abierto de Australia de 1909:

## Individual masculino
Anthony Wilding (Nueva Zelanda) d. Ernie Parker (AUS),  6–1, 7–5, 6–2

## Dobles masculino
J.P. Keane/Ernie Parker (AUS)
| Predecesor: 1908                                       | Abierto de Australia 1909 | Sucesor: 1910                         |
| Predecesor: Campeonato nacional de Estados Unidos 1908 | Grand Slam 1909           | Sucesor: Campeonato de Wimbledon 1909 |

- Datos: Q919810